# Måns Zelmerlöw
Måns Petter Albert Sahlén Zelmerlöw (Lund, Suécia, 13 de Junho de 1986) é um cantor pop sueco que ficou conhecido na Europa e um pouco por todo o mundo, após a sua vitória no Festival Eurovisão da Canção 2015. Foi o apresentador do programa de TV Allsång på Skansen entre 2011 e 2013. Participou em 2007, 2009 e 2015 (tendo vencendo neste ano com o tema Heroes (canção de Måns Zelmerlöw) e assim representado a Suécia na Eurovisão) e apresentou em 2010 o Melodifestivalen. Na Eurovisão no dia 21 de maio passou da segunda semifinal para final e a 23 de maio venceu o festival, com 365 pontos, dando assim à Suécia a sexta vitória no festival.

## Biografia
Måns Zelmerlöw nasceu em 13 de junho de 1986 em Lund, Suécia. Participou no concurso sueco “Idol 2005”, onde terminou em 5º lugar. Ganhou ainda a primeira edição de “Let’s dance”, o “Dança comigo” sueco. Foi também protagonista em musicais, nomeadamente “Grease” (2006) e “Footloose” (2007).
Participou com “Cara Mia” numa das semifinais do Melodifestivalen de 2007, apurando-se para a final. Mais tarde, na final, terminou no 3º lugar, tendo sido mesmo a segunda canção mais votada pelo público. Com este single, conseguiu atingir o 1º lugar no chart sueco.
A revista gay sueca “QX” considerou-o, em 2007, o homem mais sexy do seu país. Nesse mesmo ano, a 14 de Jjulho, atuou com Carola Häggkvist no aniversário da princesa Vítória da Suécia.
Com Henrik Wikström e Niklas Edberger, Zelmerlöw compôs o tema "Shine" que foi apresentado à "Selecţia Naţională" de 2008, o evento que visou escolher a canção representante da Roménia no Festival Eurovisão da Canção 2008.
Foi o vencedor do Festival Eurovisão da Canção 2015 com a canção Heroes (canção de Måns Zelmerlöw).

## Ídolos
Måns Zelmerlöw participou na segunda temporada do reality show Idol realizado em 2005. Considerada por muitos a melhor edição de sempre deste concurso no seu país, Zelmerlöw foi derrotado apenas na oitava semana, obtendo assim o quinto lugar do concurso, ganho por Agnes Carlsson (com quem interpreta "All I Want For Christmas Is You"). Em 2ºlugar ficou Sebastian Karlsson, que participou também na terceira semifinal do Melodifestivalen de 2007, em que tal como Måns, passou diretamente à final.

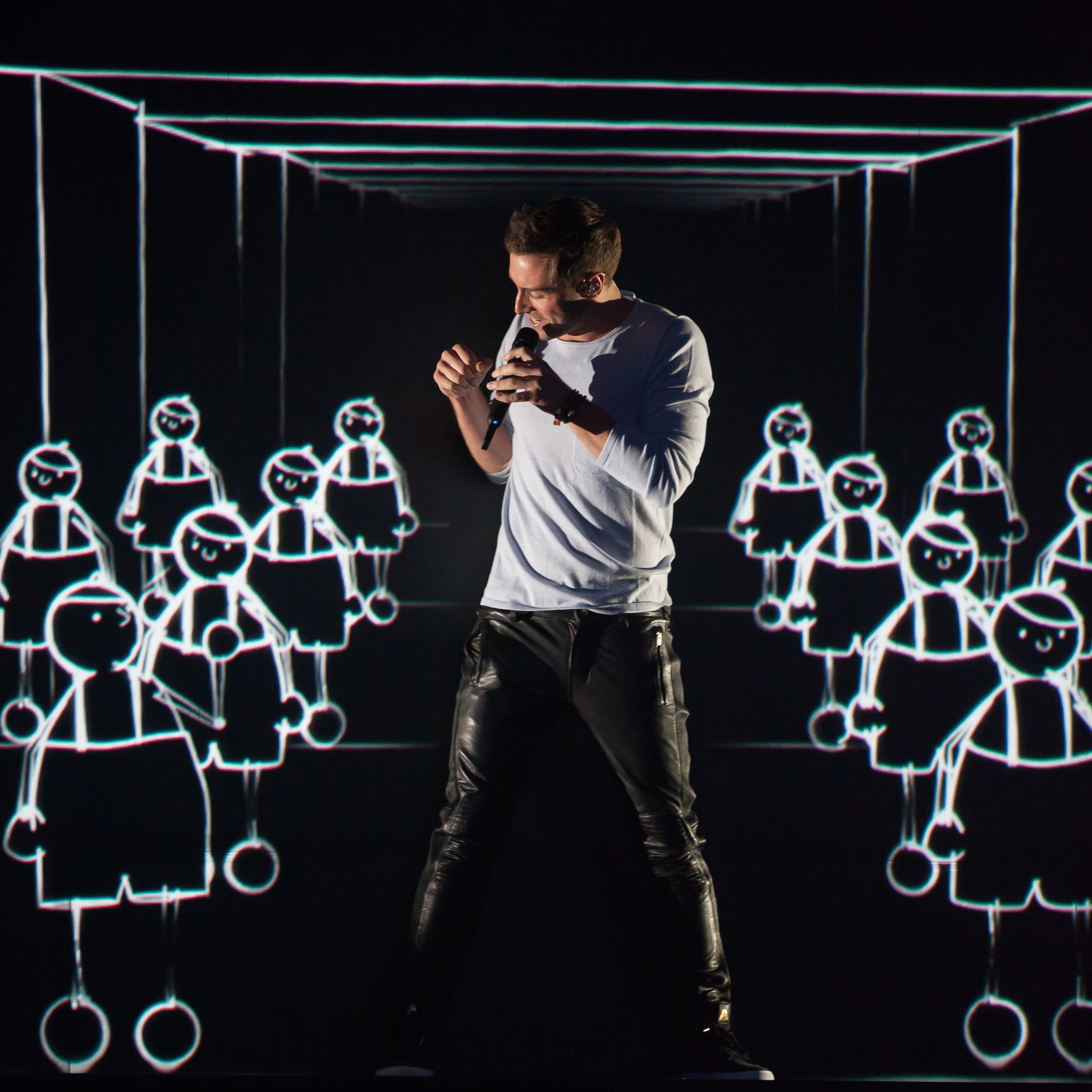
Måns Zelmerlöw a actuar no Festival Eurovisão da Canção 2015.

Temas interpretados durante o concurso:
- Audição em Malmö: Hero, Enrique Iglesias.
- Gala 1: Ronda 1: Beautiful Day, U2.
- Gala 1: Ronda 2: The Reason, Hoobastank.
- Gala 2: It's Not Unusual, Tom Jones.
- Gala 3: Relight My Fire, Dan Hartman.
- Gala 4: Escape, Enrique Iglesias.
- Gala 5: Astrologen, Magnus Uggla.
- Gala 6: The Look, Roxette.
- Gala 7: Millenium, Robbie Williams.
- Gala 8: Flying Without Wings, Westlife.

## Discografia
- Stand by for… (2007) #1 SE
- MZW (2009) #1 SE
- Perfectly Damaged  (2015)#1 SE

## Singles
| Ano  | Título                                                 | Posição no Chart | Posição no Chart | Posição no Chart | Posição no Chart | Álbum             |
| Ano  | Título                                                 | Suécia           | Finlândia        | Bulgária         | Polónia          | Álbum             |
| ---- | ------------------------------------------------------ | ---------------- | ---------------- | ---------------- | ---------------- | ----------------- |
| 2007 | "Cara Mia"                                             | 1                | 4                | 38               | 43               | Stand By For...   |
| 2007 | "Work Of Art (Da Vinci)"                               | 16               | —                | —                | —                | Stand By For...   |
| 2007 | "Brother oh Brother"                                   | 7                | 12               | —                | 4                | Stand By For...   |
| 2007 | "All I Want For Christmas Is You (com Agnes Carlsson)" | 3                | —                | —                | —                | Stand By For...   |
| 2008 | "Miss America"                                         | 48               | —                | —                | 22               | Stand By For...   |
| 2009 | "Hope and Glory"                                       | 2                | —                | —                | —                | MZW               |
| 2009 | "Hold On"                                              | 22               | —                | —                | —                | MZW               |
| 2009 | "Rewind"                                               | —                | —                | —                | 21               | MZW               |
| 2009 | "Impossible"                                           | 48               | —                | —                | —                | MZW               |
| 2013 | "Broken Parts"                                         | —                | —                | —                | —                | Barcelona Session |
| 2013 | "Beautiful Life"                                       | —                | —                | —                | —                | Barcelona Session |